# Курумы
Курумы

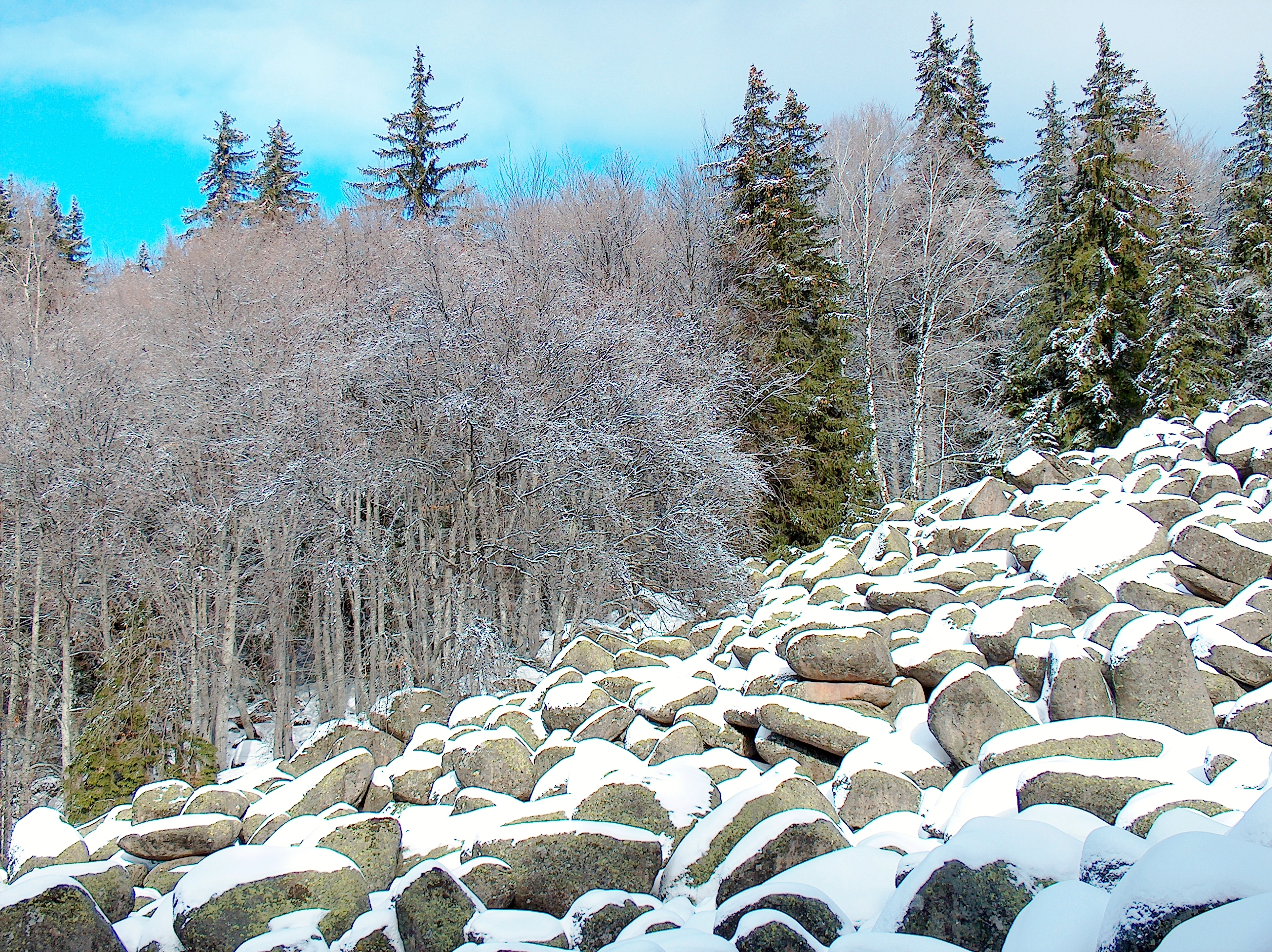
«Златните Мостове» (Витоша, Болгария)

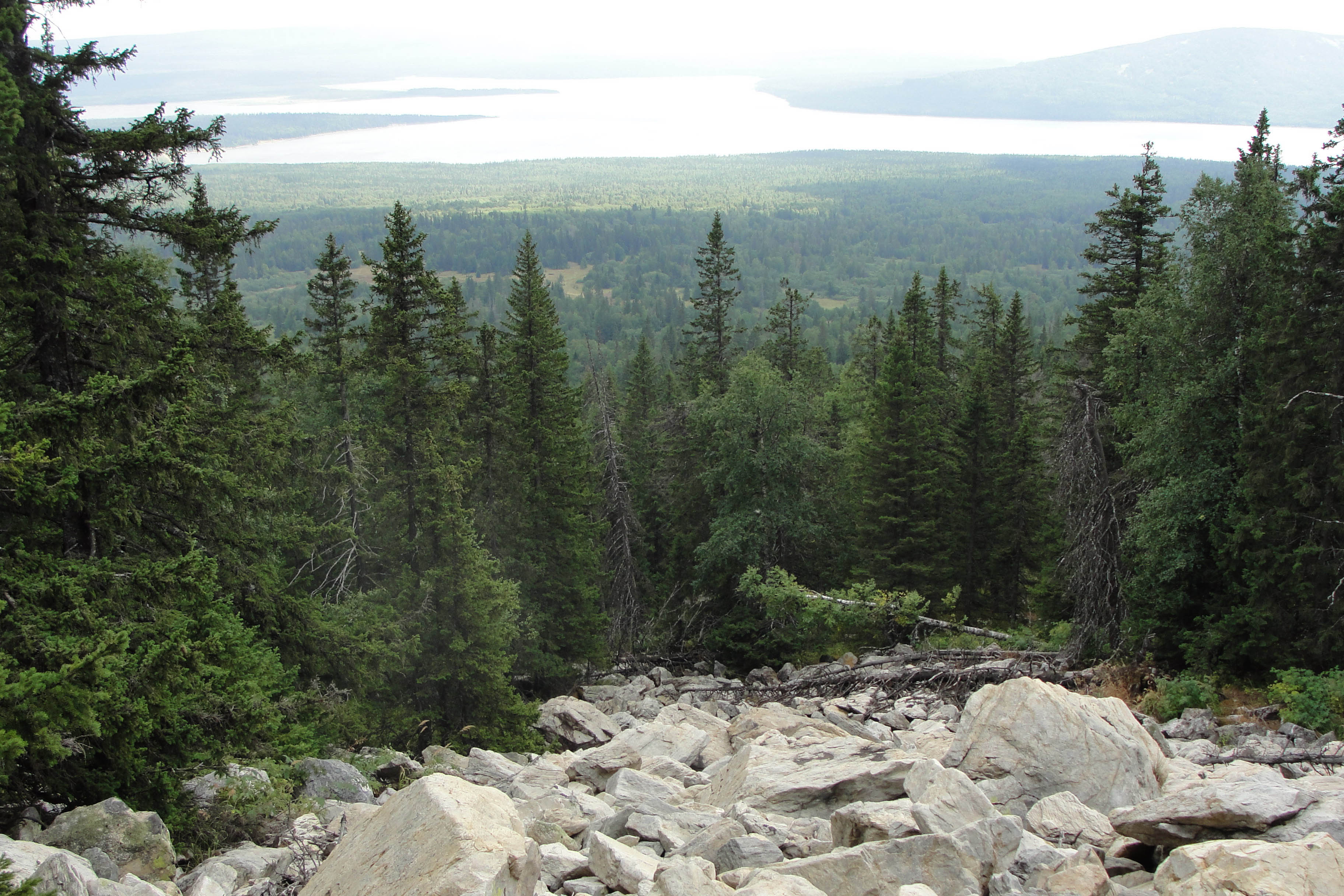
Курумник на Урале (хребет Зюраткуль)

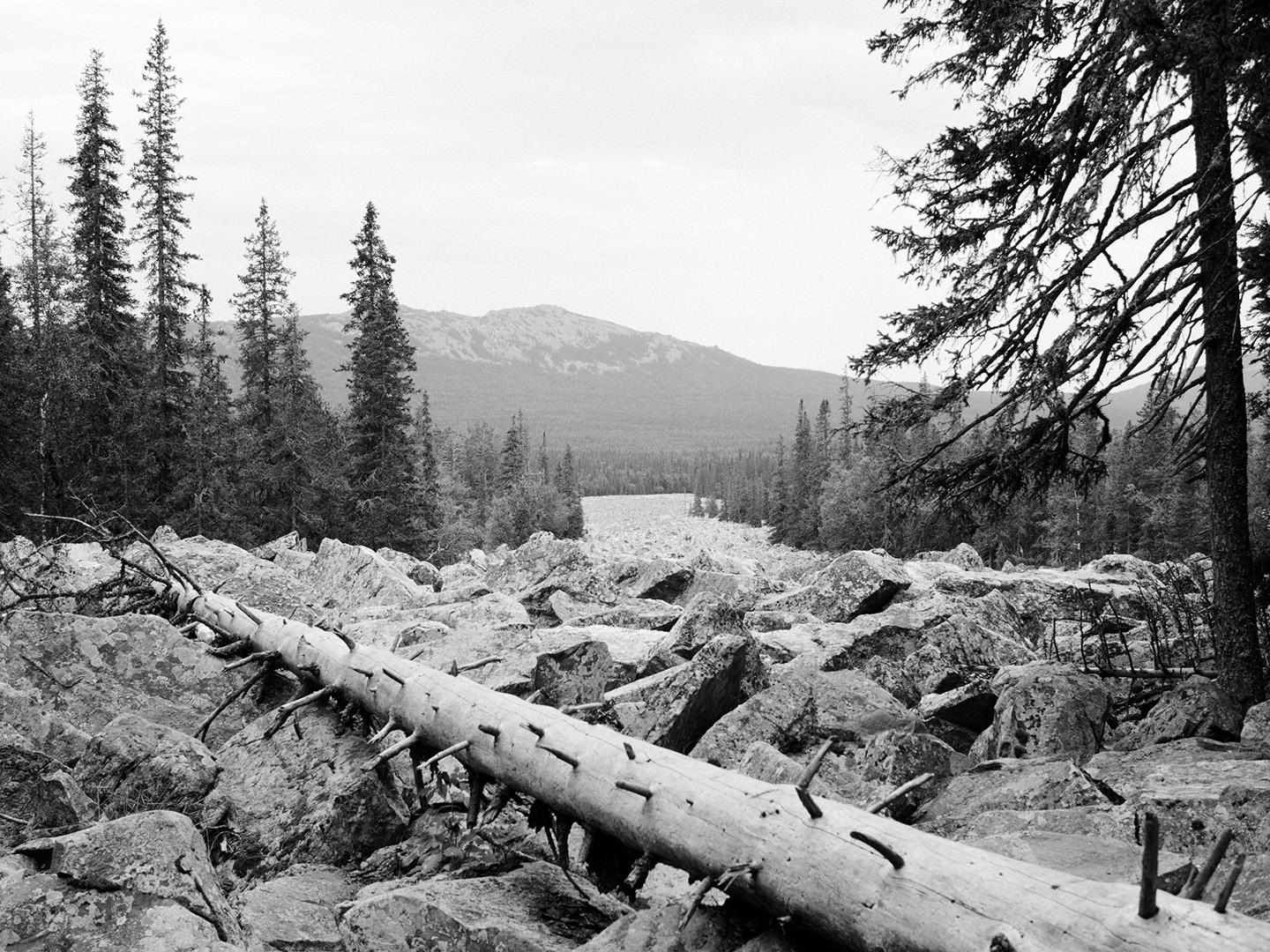
Глыбовая россыпь на Урале (г. Иремель)

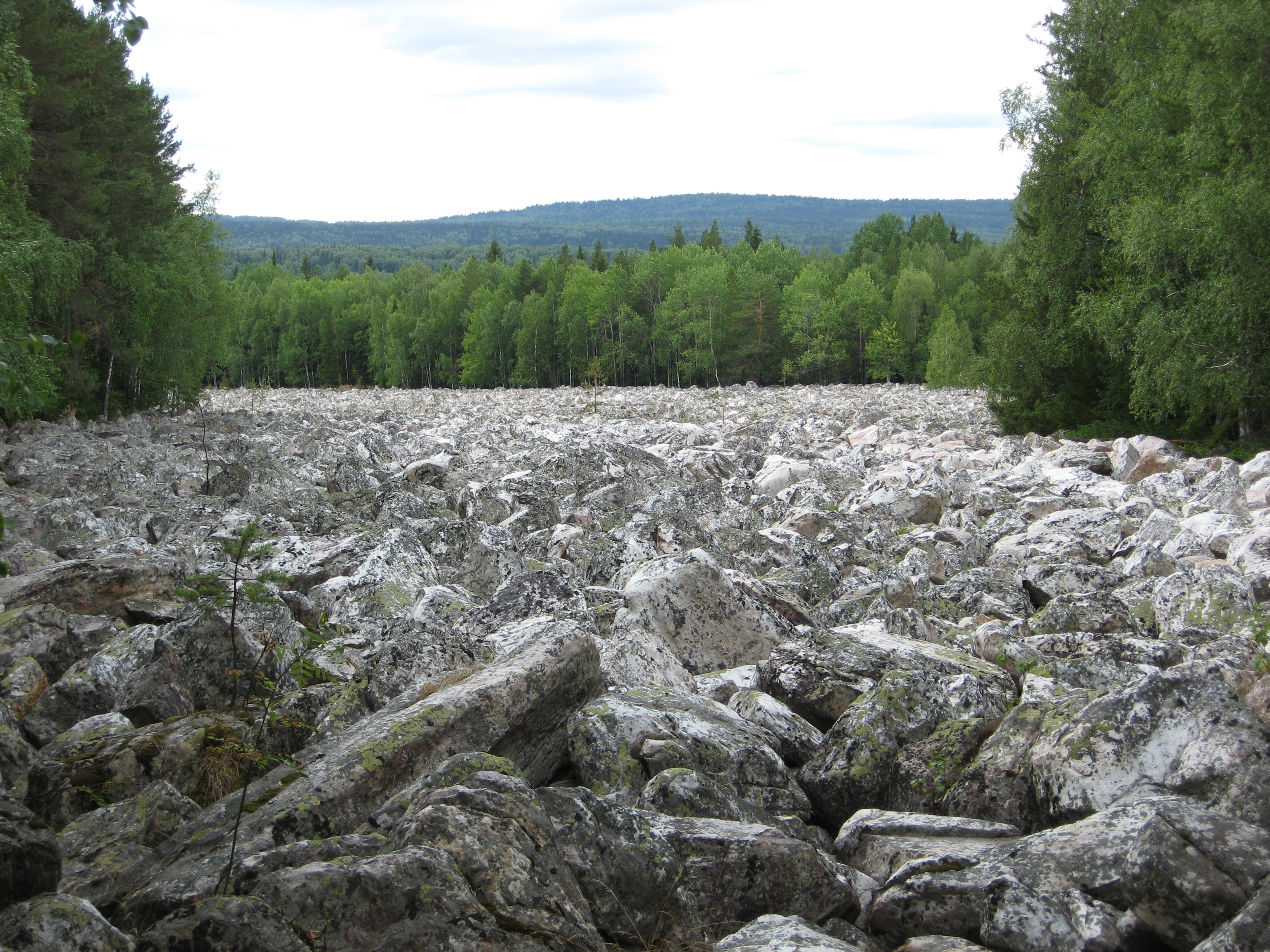
Каменная россыпь на Урале (между хребтами Большой Таганай и Средний Таганай)

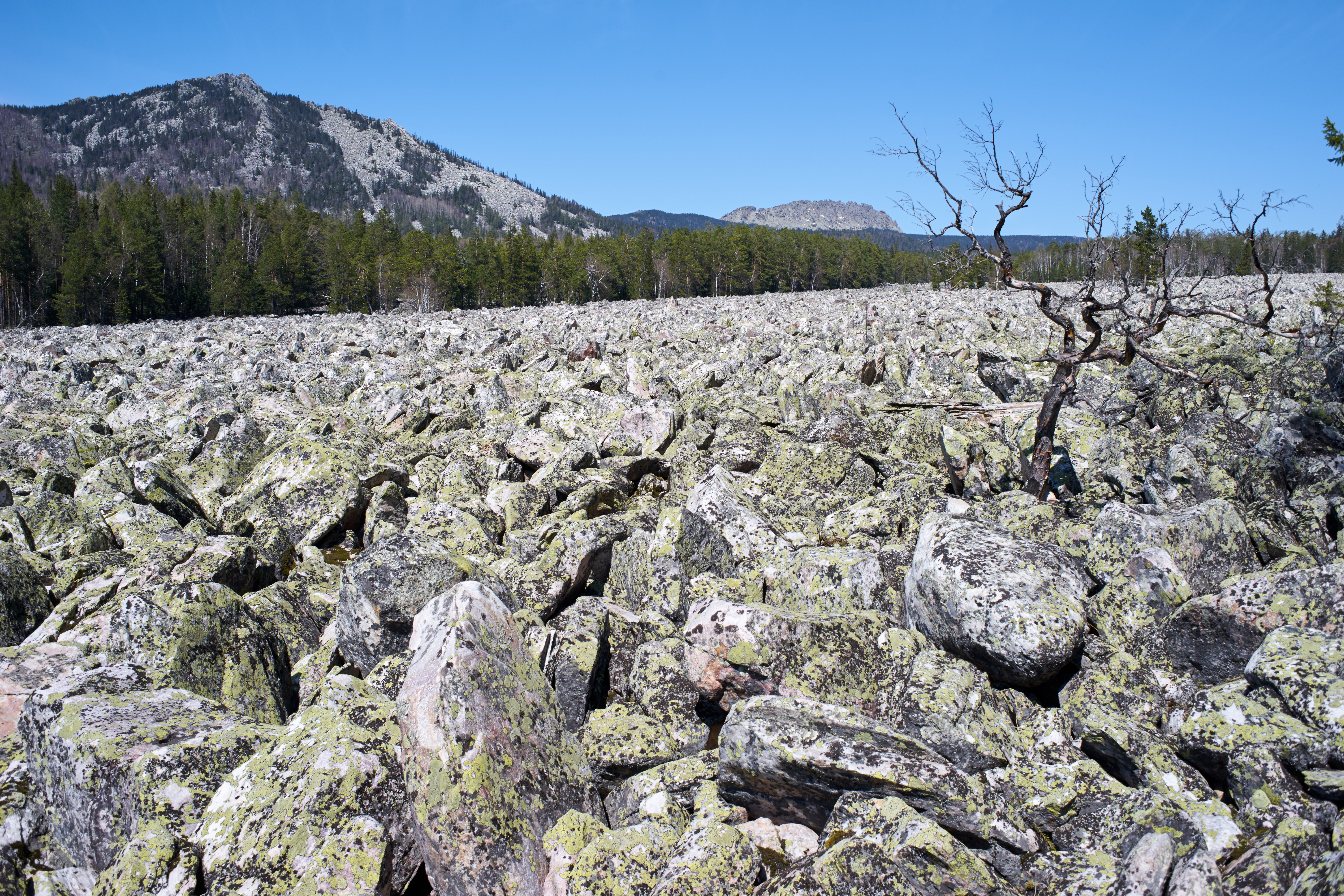
«Большая Каменная река» на Урале (хребет Таганай) из авантюрина

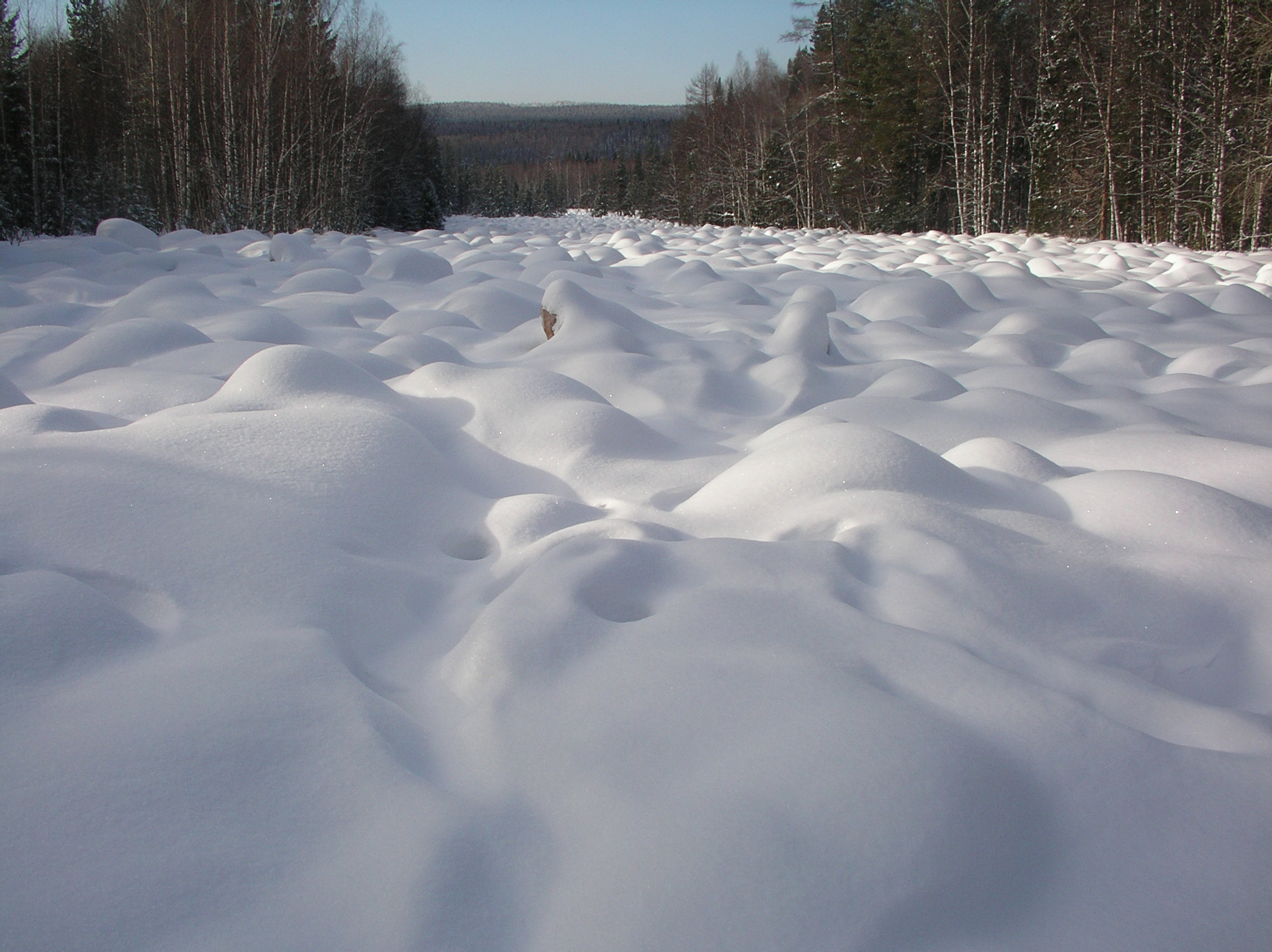
Курум зимой под снегом на Урале (хребет Таганай)

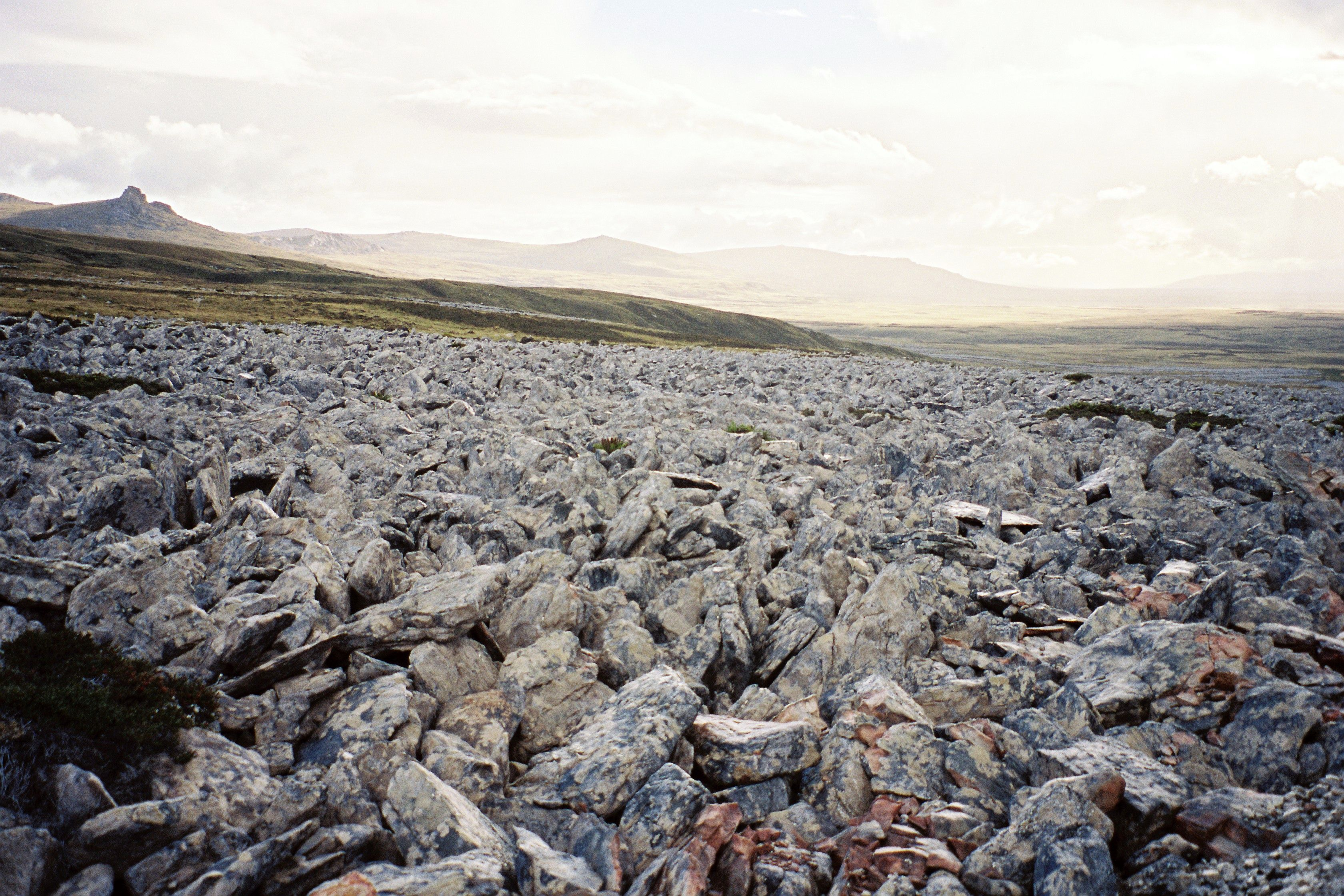
Каменная река на Фолклендских островах

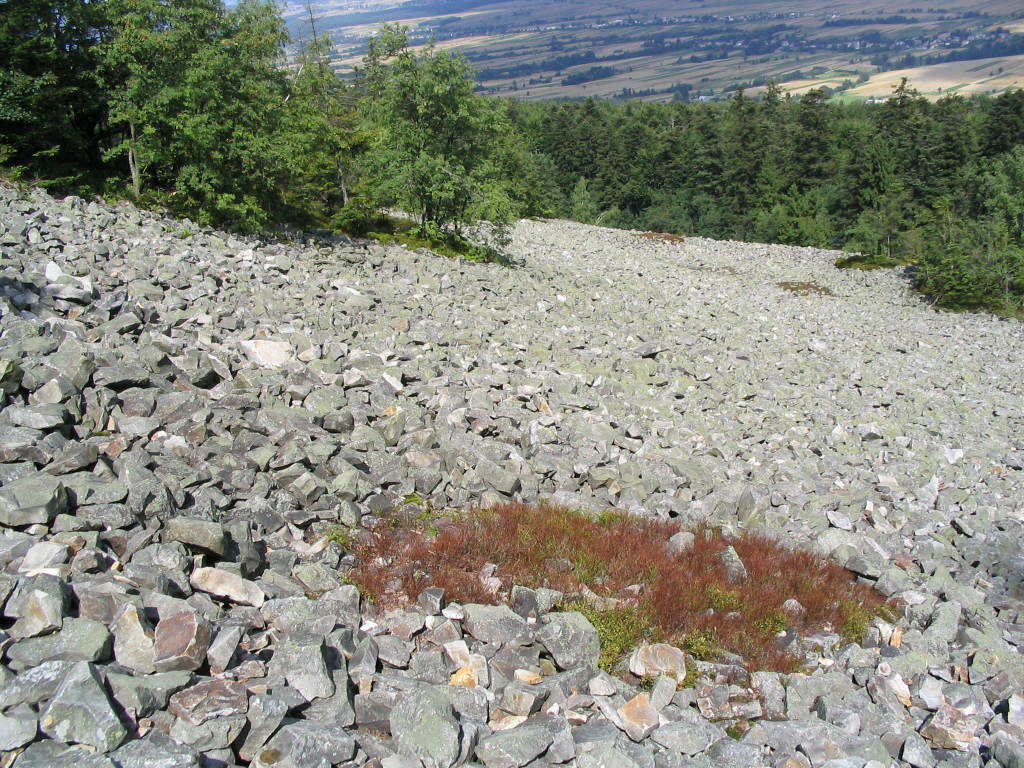
Свентокшиские горы, Польша

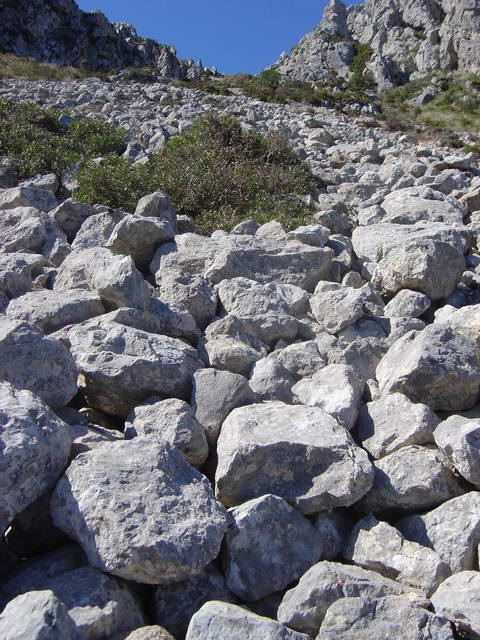
Мальорка

Куру́мы (древнетюркское qorum «каменные россыпи, обломки скал, валуны») — термин, который используют физическая география, геология и геоморфология; имеет два значения:
1. Ограниченные скопления каменных остроугольных глыб, образовавшиеся естественным путём, имеющие вид сомкнутого нерасчленённого покрова на поверхности земли;
2. Вид земной поверхности сложного строения, — курумлэнд, — представляющий собой сомкнутую группу каменных глыб крупного размера с острыми обломанными краями, расположенную на нерасчленённой подстилающей поверхности различного наклона и имеющую способность перемещаться. Обладает собственным микроклиматом, гидрологией, растительным и животным миром.

Ведущим научным центром изучения курумов в Российской Федерации является Московский государственный университет имени М. В. Ломоносова.

## Термин
Термин широко распространён во многих областях Азии. Прочно закрепился в мировой географической литературе и картографии в названии горной системы Каракорум или Каракурум, что значит с древнетюркского «чёрный камень, чёрная скала».
В научный оборот в русском языке термин курум для обозначения обширных крупнообломочных каменных россыпей ввёл российский геолог Я. А. Макеров в своей монографии «Нагорные террасы Сибири и их происхождение» (1913). Термин прочно утвердился в ряде других языков. Однако в российской научной литературе употребляется большое количество синонимов слова «курум» — «каменистая осыпь», «каменная россыпь», «каменный шлейф», «обломочные накопления», «глыбовая россыпь», «курумовое поле», «каменная река», «каменное море», «каменный глетчер», «движущийся поток щебня», «курумник», «развалы каменных глыб». Российский исследователь А. Ф. Глазовский приводит сведения, что в ряде горных районов Алтая и Саян этот природный феномен называют «уронниками».

## Особенности
Отличительные особенности курума: это обычно крупные глыбы — статистически размеры пока не определены, но обычно от нескольких сантиметров в малом поперечнике до 1—2 м, имеющие вид свежеобломанных, иногда окатанных глыб, в движении при столкновении друг с другом и трении о подстилающую поверхность могут приобретать  окатанность, смыкаются друг с другом, образуя группы в количестве от нескольких глыб до десятков тысяч и более. Курум может занимать площадь от единиц м² в проекции на подстилающую поверхность до колоссальных по размерам «полей» или «каменных морей». В отдельных регионах Земли курумы сплошь покрывают каменным чехлом всю местность, образуя своеобразную, ни на что не похожую так называемую «дневную поверхность».   
Глубина курума может составлять от нескольких сантиметров до нескольких метров.
Курумы надо отличать от щебёночных и дресвяных россыпей, которые сложены мелким обломочным материалом — щебёнкой и дресвой.
Курумы образуются там, где на дневную поверхность выходят твёрдые горные породы. Чаще всего это горные районы или плато всех континентов и островов Курильской гряды. Курумы обычно образуются при разрушении различных видов известняков, кристаллических сланцев, гранитов, гнейсов, базальтов, долеритов, песчаников, кварцитов, амфиболитов, диабазов, порфиритов, витрокластических туфов.

## Происхождение
Одним из первых на генезис курумов указал российский географ Н. М. Пржевальский; он полагал, что курумы образуются вследствие разрушения скальных горных пород в силу неравномерного нагрева и охлаждения там, где велика амплитуда дневных и ночных температур. Очевидно также, что курумообразование интенсивнее проходит весной и осенью в силу тех же причин. Возможно, растрескивание горных пород может происходить, когда на нагретую поверхность скал изливается холодный дождь.
Существует несколько природных зон образования курумов, все из которых имеют суровый нивальный климат: Арктика, Антарктика и прилегающие к ним полярные и субполярные области, субнивальный и нивальный или «холодный» пояс гор, зоны зимних антициклонов. Так, в зоне зимнего Сибирского антициклона обычно от середины осени всю зиму и часть весны стоит ясная солнечная погода с самыми низкими в Северном полушарии Земли температурами приземного воздуха. Это область широкого распространения курумов, что свидетельствует о морозном выветривании горных пород, выступающих на дневную поверхность.
Распространение курумов по поверхности Земли крайне неравномерно. Есть области, где курумы являются преобладающим типом земной поверхности, в иных местах это лишь «пятна» в рельефе, где-то курумы не встречаются вообще, и это составляет загадку современной геоморфологии. Генезис курумов, а значит и география их распространения очевидно является следствием большого числа различных факторов: литологии, климата, экспозиции склонов, абсолютной высоты местности и других. Так на Тянь-Шане и Гиссаро-Алае курумы не являются преобладающим типом поверхности; в бассейне реки Витима курумы занимают чрезвычайно обширные площади.
Вопрос генезиса курумов является предметом научных дискуссий, и мнения исследователей расходятся. По существующим данным курумы в целом могут быть отнесены к трём группам:
- реликтовые курумы, оставшиеся в рельефе с прошлых эпох;
- «молодые» курумы, образовавшиеся в эпоху последних континентальных оледенений;
- курумы, образующиеся в настоящее время.

Исходным материалом для образования каменных отдельностей или глыб служат первоначально нерасчлёненные «материнские» горные породы. Место, где курумы образуются, иногда называют «областью питания» курума. Со временем курум может разрастаться, увеличиваясь в размерах, двигаться по подстилающей его поверхности и занимать всё большую и большую площадь. Наступающая передняя кромка подвижной массы сомкнутых крупнообломочных глыб носит название «фронт курума», боковые его окраины — «флангами», а область, где курум зарождается и откуда он начал своё движение — «тылом курума». На плоских вершинах гор курумов обычно нет, но склоны их часто бывают обильно покрыты сплошным слоем крупных каменных обломков.
Ряд наблюдений показывает, что курумы, погребённые ранее в толще рыхлых отложений, могут вновь появиться на дневной поверхности в силу различных причин. Так, камни в слое супесей и суглинков, подверженном сезонному промерзанию, в течение ряда лет постепенно поднимаются к поверхности земли в результате серии промерзаний и оттаиваний и наконец выпучиваются на поверхность, подобное происходит и со сваями сооружений, если они не заглублены ниже этого слоя.
Курумы могут поставлять обломочный каменный материал для морен различного генезиса, селей, склоновых осыпей, образовывать пороги в реках и ручьях или вообще загромождать их русла. Наличие курумов, их способность двигаться необходимо учитывать при строительстве различных сооружений. Поэтому курумы и их свойства изучают инженерные геология и геоморфология.
В общем виде процесс курумообразования и движения каменных масс курумов вниз по склону приводит к нивелированию рельефа и снижению его абсолютной высоты. Курумы — продукт разрушения «материнских» горных пород, что является процессом деструкции горных масс и ведёт к денудации рельефа.
Курумы  иногда путают  с моренами различного происхождения, осовами, остановившимися селями, осыпями и другими формами обломочных и иных покровов, сложенных каменными отдельностями. Иногда курумы образуют протяжённые ленты на склонах гор, когда ширина такого «потока» меньше его длины и тогда такие образования называют «каменными реками». Глубина или толщина покрова, состоящего из глыб, различна, но не слишком велика. Щебень, дресва и иные мелкие обломки обычно разрушаются, смываются водой вниз по склону, обнажая пустоты между глыбами. Для небольших животных курумы предоставляют убежища от более крупных хищников. Крупным животным, лошади и человеку передвигаться по поверхности курума чрезвычайно затруднительно, а иногда и просто невозможно.
Наблюдения и опыты показывают, что многие курумы двигаются, обычно вниз по склонам гор. Иногда это медленное движение, иногда — катастрофически быстрое как, например, во время землетрясения. Описаны случаи подвижки курумов со страшным грохотом зимою в горах севера Восточной Сибири. В своём движении курумы могут срезать почвенный покров, уничтожать растительность, изменять условия обитания животных, гидрологический режим и атмосферные процессы в приземном слое.
Неподвижный курум называют «мёртвым» или «спящим». Неподвижный курум имеет свойство покрываться различными видами растительности и заселяется определёнными видами животных, которым курум предоставляет возможность устраивать норы и убежища, а также естественнозащищённые ходы сообщения.
Курум обладает собственным микроклиматом, который определяется его морфометрией, местоположением и заселяющей его растительностью и животным миром. По данным российского геоморфолога Ю. Г. Симонова в Восточной Сибири глубина проникновения суточных температур в «тело» курума в среднем составляет 0,4 м.
Иногда курумы сплошь покрыты мхами и другой растительностью, которая их совершенно маскирует. В силу своей архитектоники курумы обладают собственными весьма специфичными свойствами: так, в «теле» курума может круглогодично сохраняться лёд и фирн; очевидно, что внутрь «толстого» курума не проникают солнечные лучи, он не обдувается внутри тёплыми ветрами и является аккумулятором холода. Иногда курумы «бронируют» подстилающие горные породы, и под курумами в нивальном климате образуются «пятна» многолетней мерзлоты. От таяния снега и фирна в «теле» курума образуются временные, а иногда и постоянные, меняющие лишь объём стока в зависимости от времени суток и года, водные потоки, невидимые с поверхности, но ясно слышимые. Сливаясь, такие потоки ниже по склонам гор выходят на дневную поверхность и образуют уже настоящие ручьи и даже реки, формирующие собственные русла. Курумы также в отдельных регионах обладают свойством аккумулировать в своём «теле» атмосферную влагу и, к удивлению путешественников, можно обнаружить лужицы воды и ручейки даже вблизи вершин гор. Гидрогеологии до настоящего времени не удаётся достоверно учесть водный баланс с учётом «курумовых» вод. В Бурятии и Читинской области по данным российского гидрогеолога Н. А. Вельминой до 20 % подземных вод образуется за счёт конденсации атмосферной влаги в курумах. Эту особенность покровов, сложенных обломочными породами, с глубокой древности использовали цивилизации Азии. Так, в отдельных местностях, создавая искусственный покров из обломков горных пород вокруг деревьев, человек полностью удовлетворял растение необходимой влагой и полив не требовался! Этот агротехнический приём широко применялся обитателями Крыма. Также существует изумительный способ «создания» искусственных ручьёв в пустынных областях, а именно: на наклонной каменистой или глинистой поверхности делается протяжённый жёлоб и затем на всем его протяжении складывают пирамиды камней; атмосферная влага переходит из газообразного в жидкое состояние на поверхности камня, стекает вниз и образует настоящий ручей пресной воды.
Курумы, не используя настоящий термин, описывали многие географы и путешественники всех времён и народов. Одним из первых курумы на склоне горного массива Мунку-Сардык в горах Восточного Саяна специальным знаком обозначил на своей карте российский геолог и географ С. П. Перетолчин в монографии «Ледники хребта Мунку-Сардык». Начиная с XX века на российских топографических картах и другой инженерно-геологической документации курумы обозначаются специальным условным знаком.

## Регионы широкого распространения
- Бырранга
- Саяны
- Урал
- Остров Врангеля
- Становое нагорье
- Фолклендские острова